# مسرشمیت ام‌ئی ۶۰۹
مسرشمیت ام‌ئی ۶۰۹ (به انگلیسی: Messerschmitt Me 609) یک هواگرد ساختِ کارخانهٔ مسرشمیت در کشور آلمان است.